# بیبیانا
بیبیانا (به ایتالیایی: Bibiana) یک کومونه در ایتالیا است که در استان تورین واقع شده‌است.

## خصوصیات
بیبیانا ۱۸٫۶ کیلومترمربع مساحت و ۲٬۹۹۸ نفر جمعیت دارد و ۳۲۰ متر بالاتر از سطح دریا واقع شده‌است.